# ABN AMRO World Tennis Tournament 2012
ABN AMRO World Tennis Tournament 2012 — тенісний турнір, що проходив на кортах з твердим покриттям у місті Роттердам, Нідерланди з 13 лютого . Належав до категорії ATP World Tour 500, був турніром серії Rotterdam Open 2012 року.

## Фінальна частина

### Одиночний розряд
Роджер Федерер —  Хуан Мартін дель Потро 6–1, 6–4

### Парний розряд
Мікаель Льодра /  Ненад Зімоньїч —  Роберт Ліндстедт /  Горія Текеу 4–6, 7–5, [16–14]